# Швеція на літніх Олімпійських іграх 1900
Швеція на ІІ літніх Олімпійських іграх в Парижі (Франція) була представлена 10 спортсменами, що змагалися в 16 дисциплінах у 4 видах спорту.
Наймолодшим членом команди став легкоатлет Карл Штааф (19 років 100 днів), найстарішим — фехтувальник Еміль Фік (36 років 301 день).
Країна вперше здобула бронзову олімпійську медаль та першу загалом.
Результат змагання по перетягуванню канату виділено курсивом, зараховано змішаній команді. 

## Медалі

### Золото
|   |                                               |                                 |
| № | Спортсмени                                    | Вид спорту (дисципліна)         |
| 1 | Август Нільсон, Густаф Седерстрем, Карл Штааф | Перетягування канату (чоловіки) |

### Бронза
|   |            |                          |
| № | Спортсмен  | Вид спорту (дисципліна)  |
| 1 | Ернст Фаст | Легка атлетика (марафон) |

## Результати виступів

### Легка атлетика
| Змагання                  | Спортсмени        | Місце        |
| ------------------------- | ----------------- | ------------ |
| Біг на 60 метрів          | Ісаак Вестергрен  | 4-5          |
| Біг на 100 метрів         | Ісаак Вестергрен  | 4            |
| Марафон                   | Ернст Фаст        | 3            |
| Марафон                   | Юган Ністрем      | не фінішував |
| Стрибки в довжину         | Туре Блум         | 11           |
| Стрибки в довжину         | Ерік Леммінг      | 12           |
| Потрійний стрибок         | Карл Штааф        | 7-13         |
| Потрійний стрибок         | Ерік Леммінг      | 7-13         |
| Стрибки у висоту          | Ерік Леммінг      | 4            |
| Стрибки у висоту          | Туре Блум         | 8            |
| Стрибки з жердиною        | Ерік Леммінг      | 4            |
| Стрибки з жердиною        | Карл Штааф        | 7            |
| Стрибки з жердиною        | Август Нільсон    | 8            |
| Потрійний стрибок з місця | Карл Штааф        | 5-10         |
| Штовхання ядра            | Густаф Седерстрем | 6            |
| Штовхання ядра            | Август Нільсон    | 9            |
| Метання диска             | Густаф Седерстрем | 6            |
| Метання диска             | Ерік Леммінг      | 8            |
| Метання молота            | Ерік Леммінг      | 4            |
| Метання молота            | Карл Штааф        | 5            |

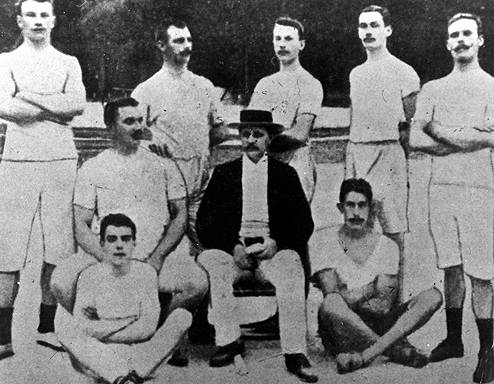
Шведські атлети на Олімпійських іграх в Парижі. Стоять зліва направо: Карл Штааф, Август Нільсон, Ісаак Вестергрен, Туре Блум, Юган Ністрем. Сидять: Густаф Седерстрем, Ф. Берг (посередині). На землі: Ернст Фаст та Ерік Леммінг
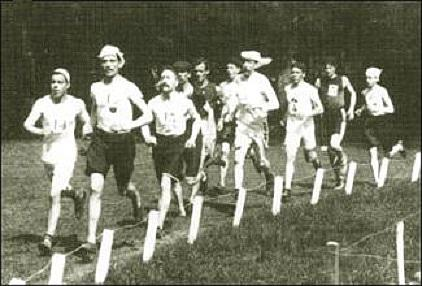
Початковий етап марафону. Бронзовий призер Ернст Фаст — з крайнього лівого боку.

### Плавання
| Змагання                   | Спортсмен    | Півфінал  | Півфінал | Фінал      | Фінал      |
| Змагання                   | Спортсмен    | Результат | Місце    | Результат  | Місце      |
| -------------------------- | ------------ | --------- | -------- | ---------- | ---------- |
| 200 метрів вільним стилем  | Ерік Еріксон | 3:05,8    | 4        | не пройшов | не пройшов |
| 1000 метрів вільним стилем | Ерік Еріксон | 17:41,2   | 3        | 17:50,0    | 9          |
| 200 метрів на спині        | Ерік Еріксон | 4:05,4    | 4        | 3:56,4     | 8          |

### Перетягування канату
| Спортсмени | Фінал                | Місце |
| Спортсмени | Суперник Результат   | Місце |
| --- | -------------------- | ----- |
| Август Нільсон (SWE) Густаф Седерстрем (SWE) Карл Штааф (SWE) Едгар Ебю (DEN) Ойген Шмідт (DEN) Чарльз Вінклер (DEN) | Франція перемога 2–0 | 1     |

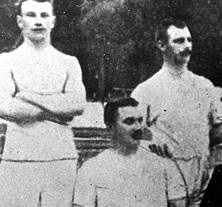
Олімпійські чемпіони: Карл Штааф, Август Нільсон та Густаф Седерстрем (за годинниковою стрілкою з лівого верхнього кута) представляли Швецію в складі об'єднаної скандинавської команди.
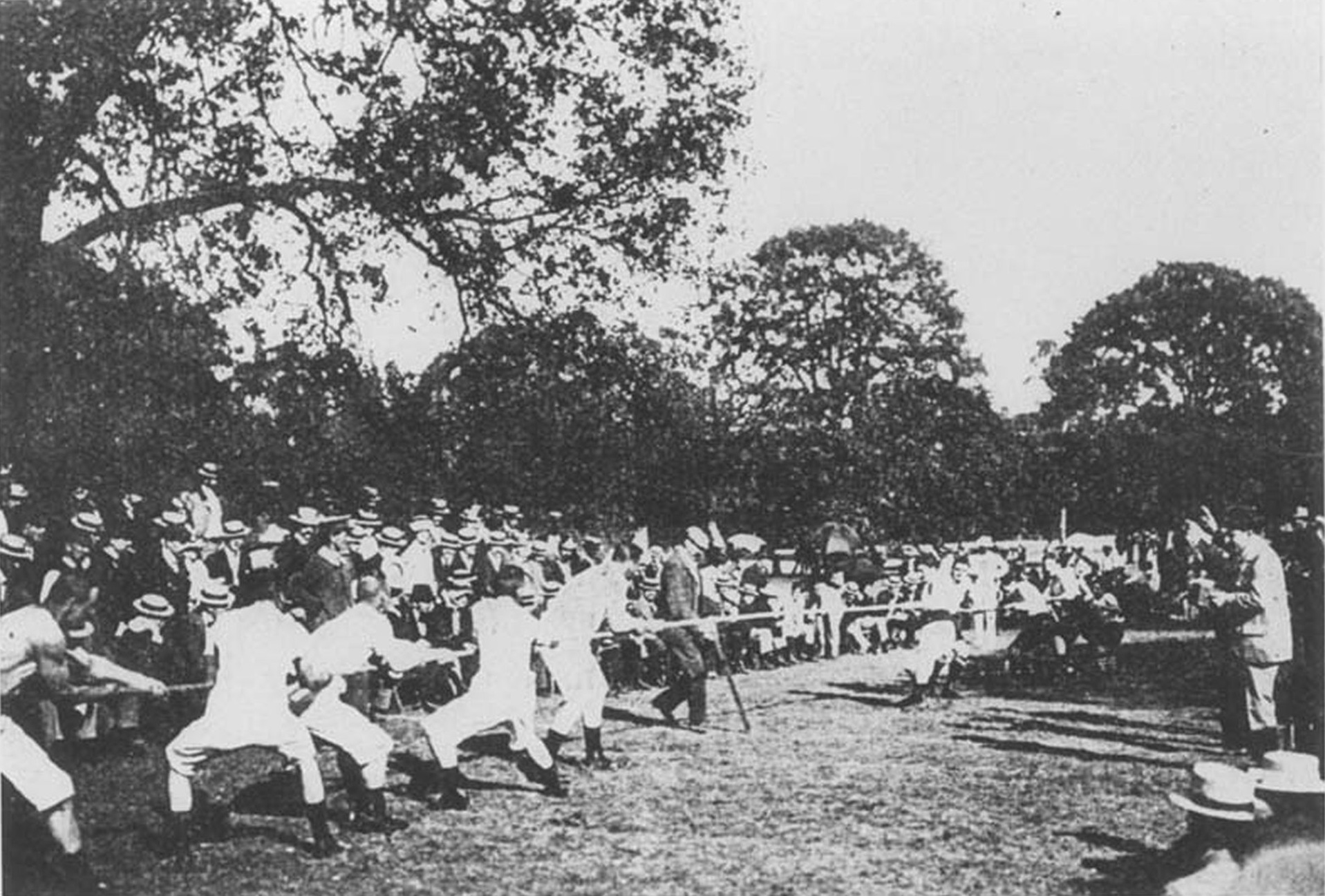
Змагання з перетягування канату на Олімпійських іграх 1900 року в Парижі – Змішана команда проти Франції.

### Фехтування
| Змагання | Спортсмен | Перший раунд | Перший раунд | Чвертьфінал | Чвертьфінал | Додатковий раунд | Додатковий раунд | Півфінал   | Півфінал   | Фінал      | Фінал      | Втішний фінал | Втішний фінал |
| Змагання | Спортсмен | Результат    | Місце        | Результат   | Місце       | Результат        | Місце            | Результат  | Місце      | Результат  | Місце      | Результат     | Місце         |
| -------- | --------- | ------------ | ------------ | ----------- | ----------- | ---------------- | ---------------- | ---------- | ---------- | ---------- | ---------- | ------------- | ------------- |
| Рапіра   | Еміль Фік | 38           | вибув        | не пройшов  | не пройшов  | не пройшов       | не пройшов       | не пройшов | не пройшов | не пройшов | не пройшов | не пройшов    | не пройшов    |